# Isometrie (Perspektiveart)

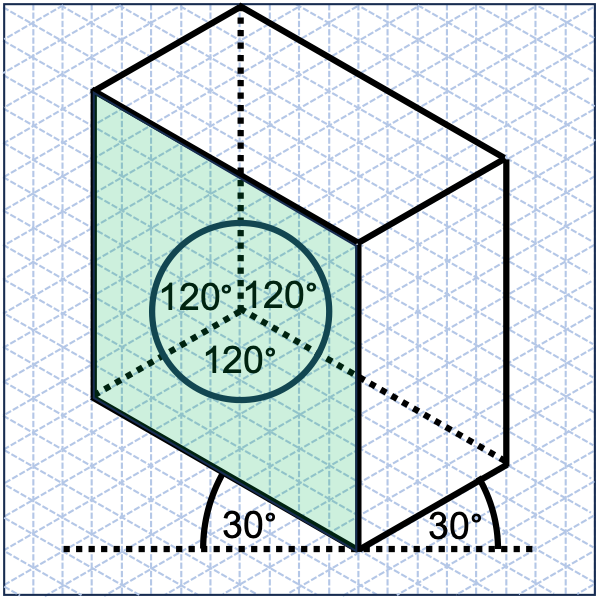
Quader in Isometrie mit untergelegtem Dreiecksraster. Abbildung eines Quaders mit den Kantenlängen 9 × 9 × 5 cm in verkleinertem Maßstab.

Die Isometrie (von griechisch Ισομετρία Isometría: gleiches Maß, Längengleichheit, Längentreue; griechisch isos: gleich; metreïn: messen; metrikós: das Maß betreffend) ist eine häufig angewandte, spezielle Parallelperspektive, bei der ein räumliches Objekt in einem ebenen Bild wiedergegeben ist. Alle Linien (Kanten) werden im Vergleich zum räumlichen Objekt im gleichen Maßstab verkleinert oder vergrößert. Die Isometrie wird auch als isometrische Ansicht, isometrische Axonometrie, isometrisches Bild, isometrische Darstellungsweise oder isometrische (Parallel-)Perspektive (englisch: isometric perspective) bezeichnet.

## Beschreibung

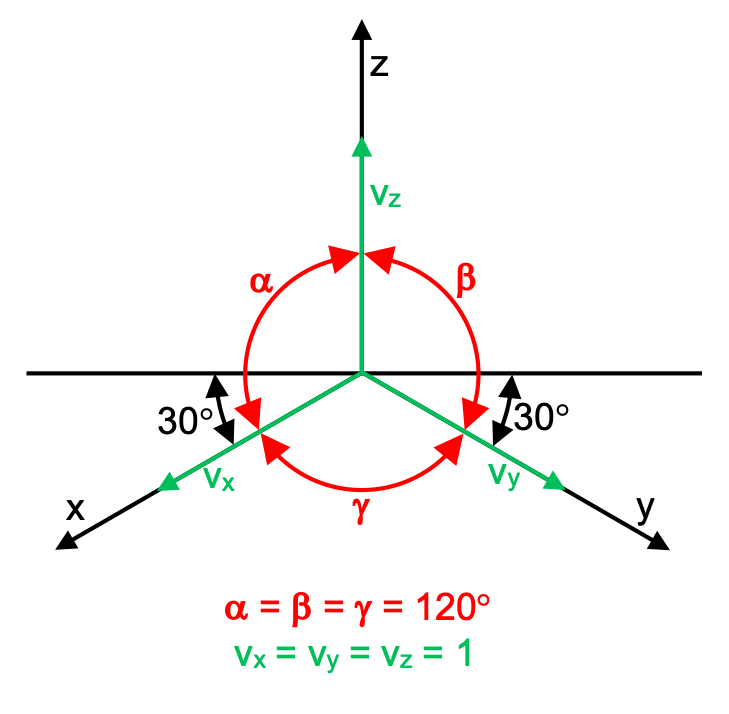
Parameter der Standard-Isometrie: Koordinatenachsen x, y, z, Einheitslängensegmente, Winkel und Winkel zur Waagerechten.

Wie der Begriff iso-metrisch besagt, ist das besondere Kennzeichen der Isometrie, dass die Verzerrungen aller Achsen und Linien im Bild gleich sind, wodurch keine Achse bevorzugt wird. Das heißt, das Verhältnis, in dem die Abbildung gegenüber dem räumlichen Objekt vergrößert oder verkleinert wird (der Maßstab), bleibt für alle Achsen und Linien gleich. In der internationalen Norm ISO 5456-3 ist festgelegt, dass die drei Winkel zwischen den Koordinatenachsen des isometrischen Bildes gleich sind. Bei dieser auch als Standard-Isometrie bezeichneten Darstellung bilden die drei Achsen des (rechtwinkligen) Objektes einen Winkel von 120 Grad zueinander. Da die Höhenlinien meist senkrecht dargestellt sind, verlaufen die Tiefenlinien im Winkel von 30 Grad zur Waagerechten. In einer weiter gefassten Definition können die Winkel zwischen den Koordinatenachsen des Bildes frei gewählt werden. Bilden zum Beispiel die Tiefenlinien einen Winkel von 15 Grad zur Waagerechten (anstelle von 30 Grad), blicken die Betrachtenden von einem tiefer gelegenen Standpunkt aus (niedrigerer Höhenwinkel) auf den Gegenstand.
Für die Standard-Isometrie gilt Folgendes:
- {\displaystyle v_{x}=v_{y}=v_{z}=1}, das heißt, alle Einheitslängensegmente sind unverzerrt und

- {\displaystyle \alpha =\beta =\gamma =120^{\circ }}, das heißt, die Winkel zwischen den Koordinatenachsen sind gleich, wobei die z-Achse senkrecht ist.

## Verwendung
Die Isometrie kann als farbiges Bild, Konstruktionszeichnung, Entwurf oder Skizze auftreten. Verwendung findet sie in den Bereichen architektonische Zeichnung, Computerspiel, darstellende Geometrie, Design, Garten- und Landschaftsgestaltung, Innenarchitektur, Kunst (z. B. Op-Art), Maschinenbau und technische Zeichnung.

Architektur-Entwurf
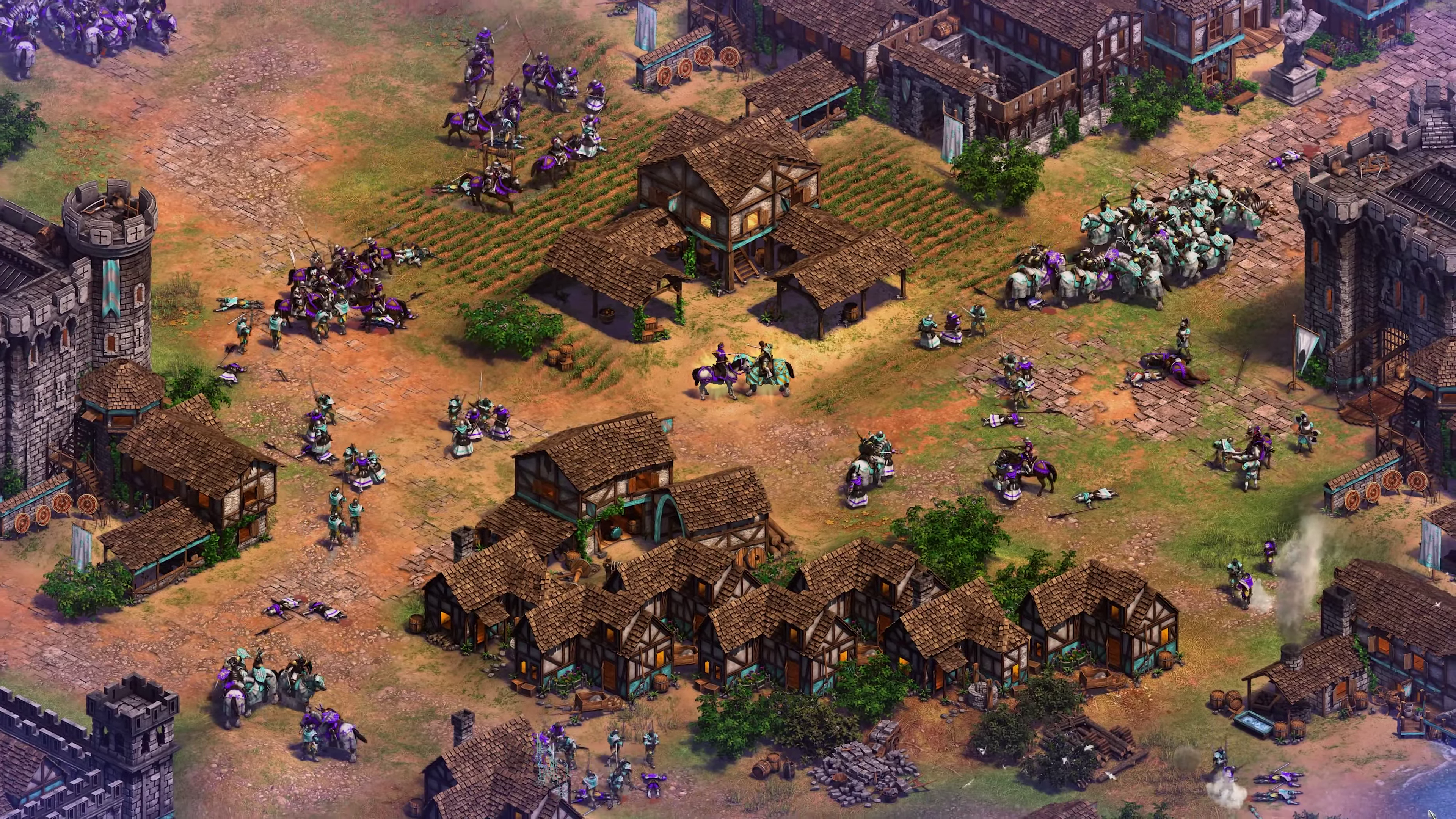
Dorfanlage / farbiges Bild in einem Computerspiel
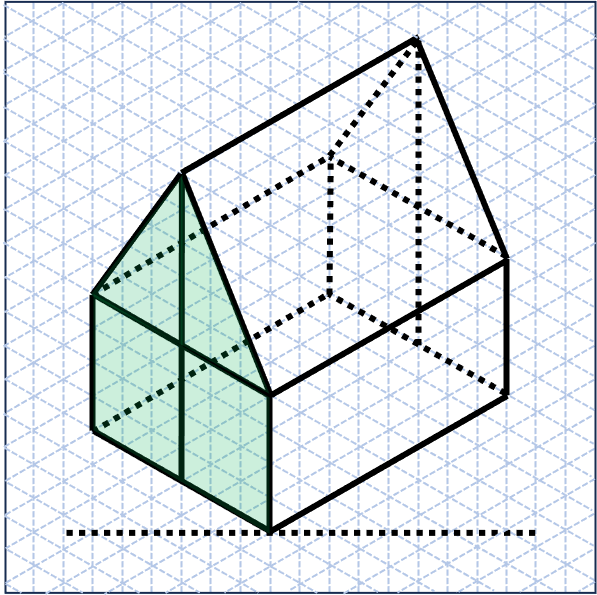
Darstellende Geometrie: Satteldachhaus
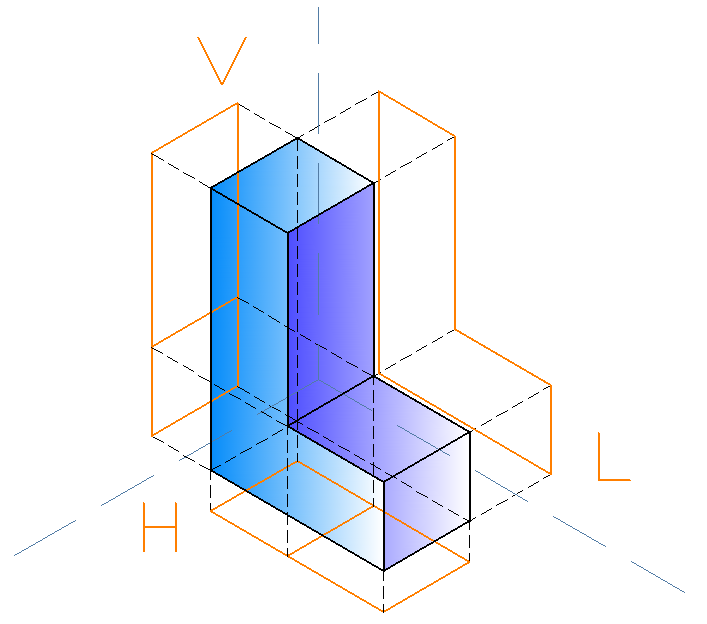
Konstruktionszeichnung, Buchstabe „L“
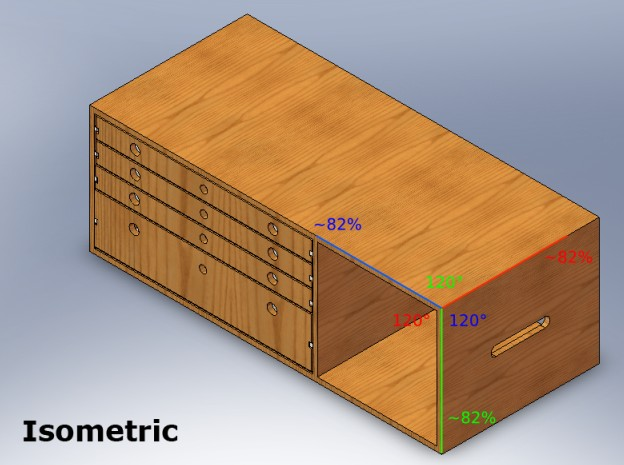
Design: Kommode
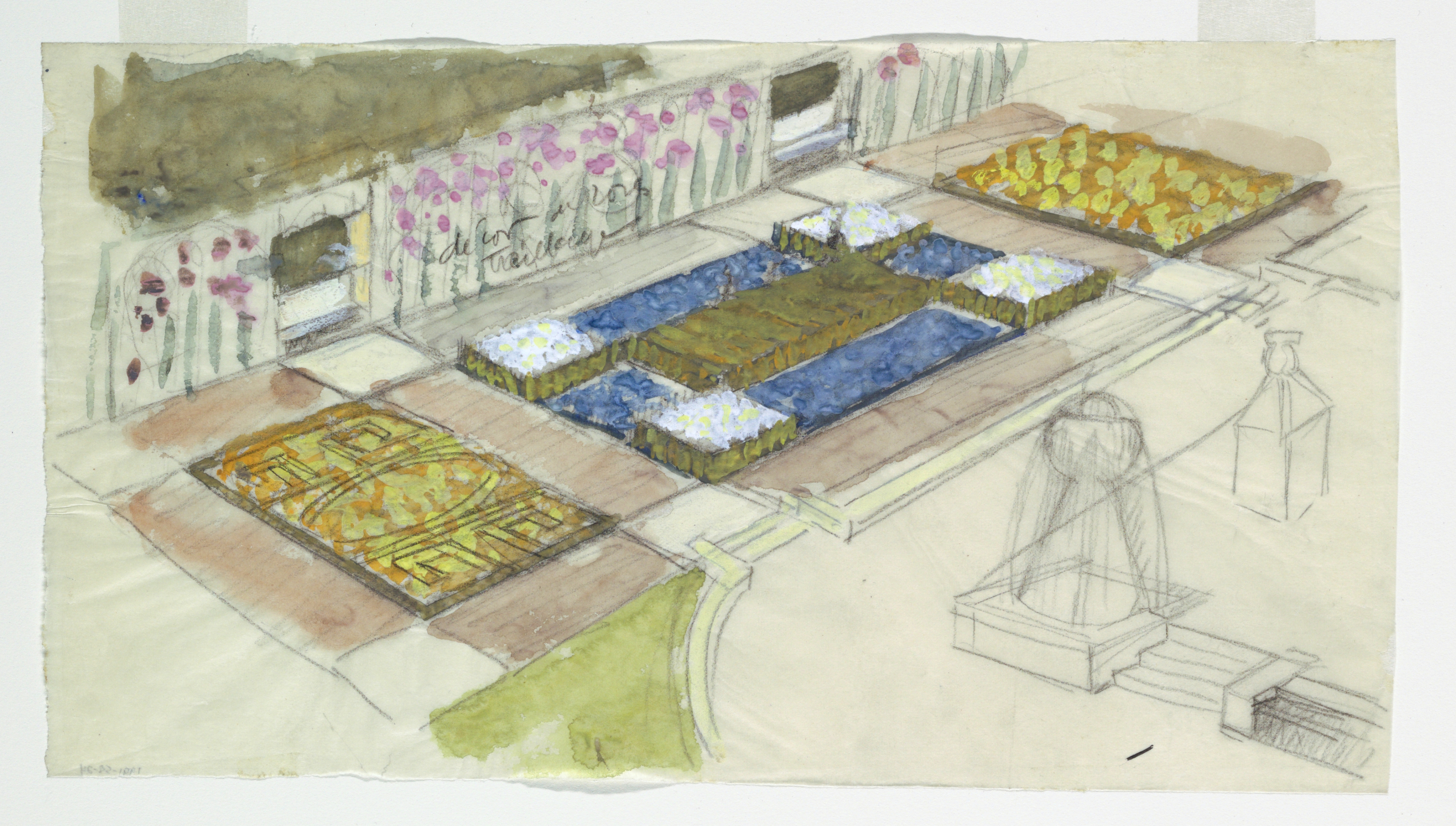
Gartengestaltung mit rechteckigen Einteilungen
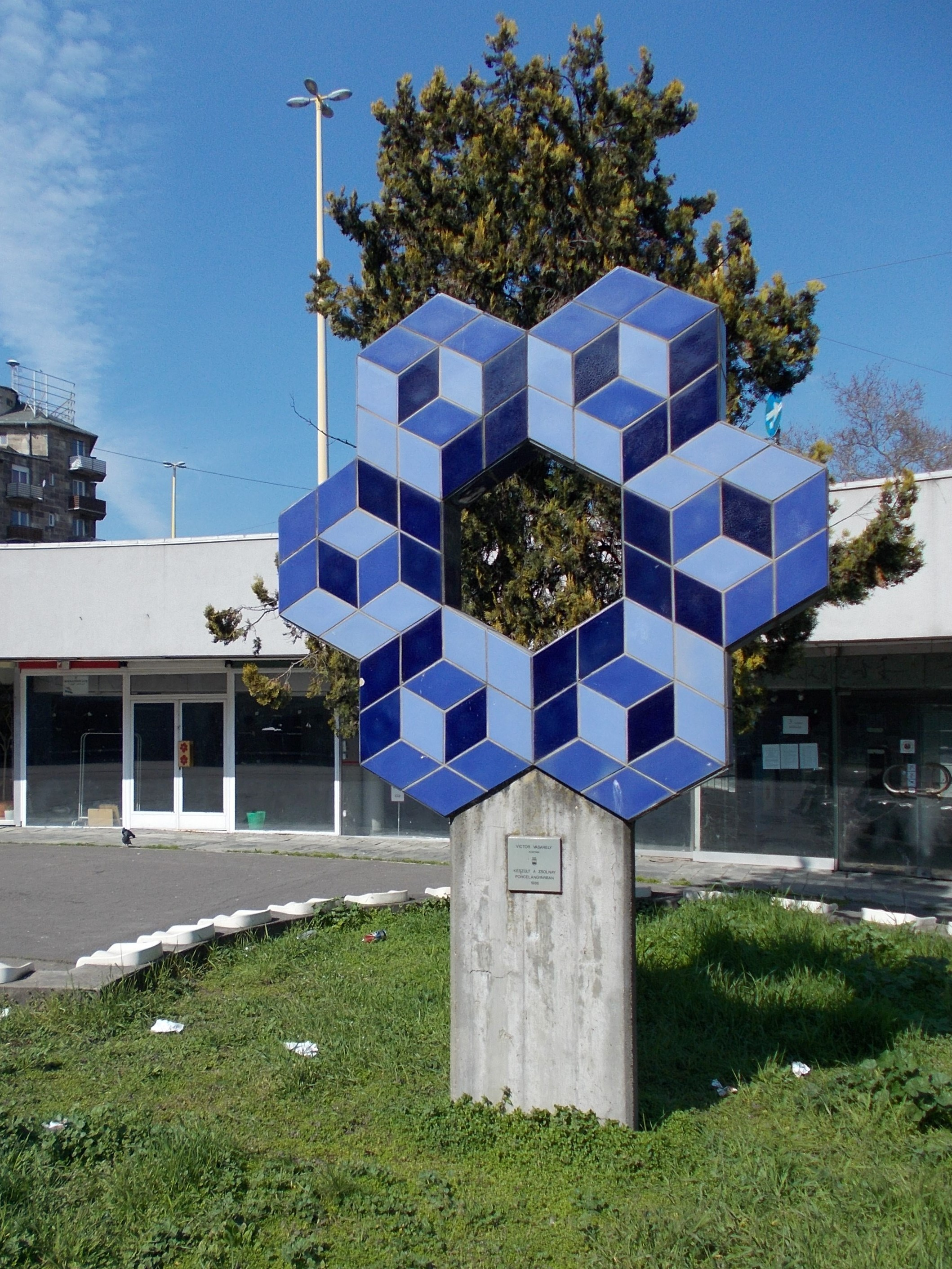
Kunst: Victor Vasarely: Geometrisches Bild, Op-Art, 2020
Darstellung einer Klimaanlage
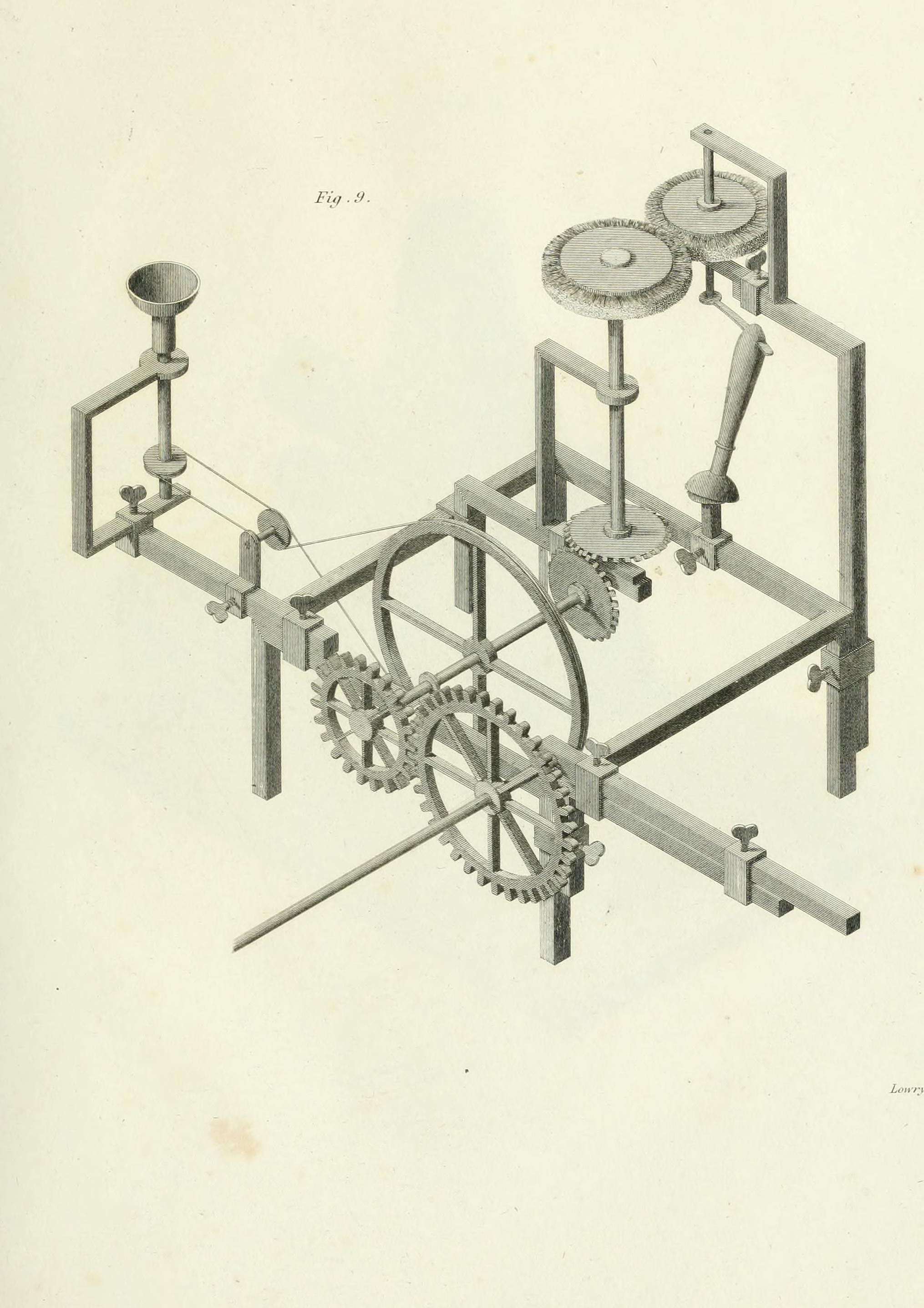
Perspektivische Ansicht einer Maschine, 1820
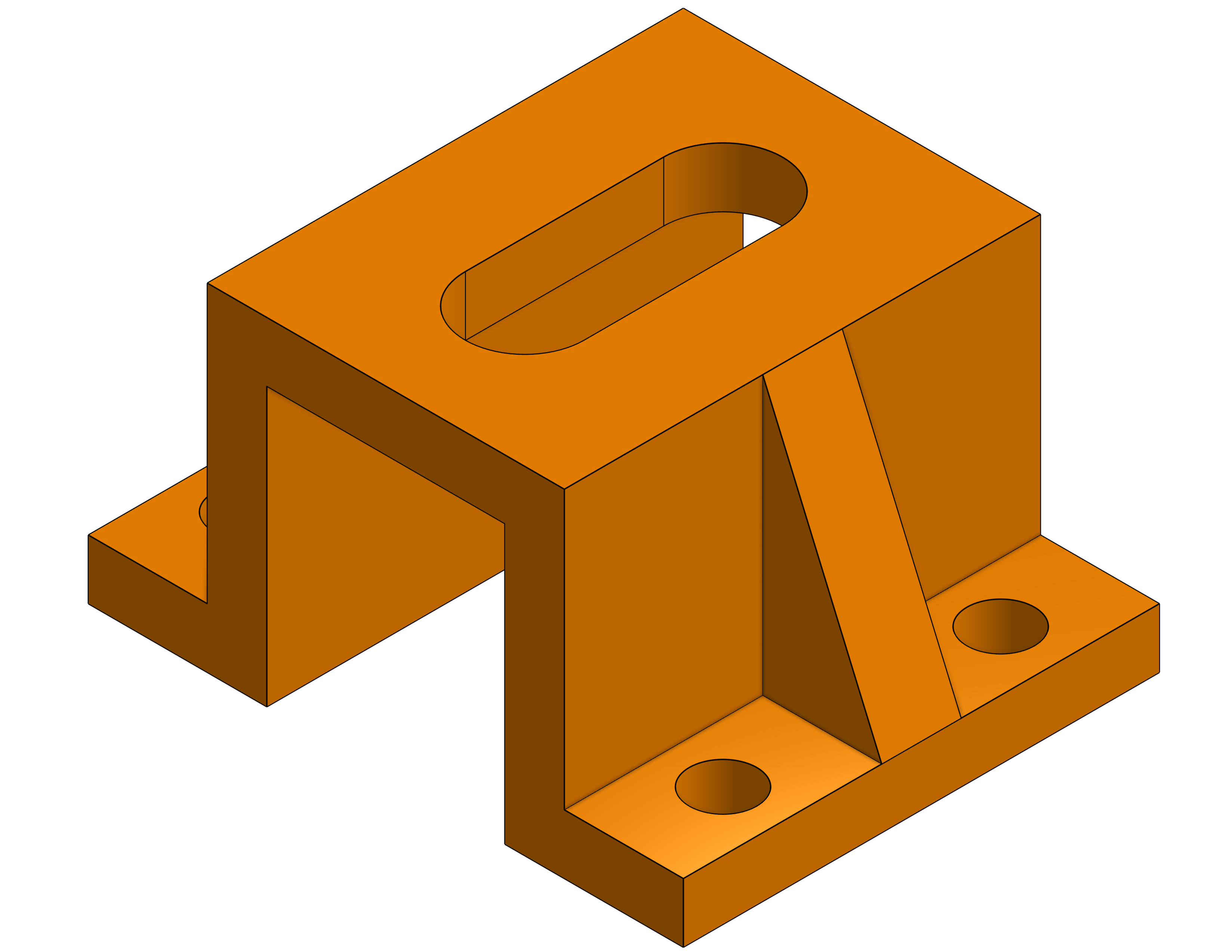
Maschinenteil, 2022

## Vor- und Nachteile
Die Nachteile sind:

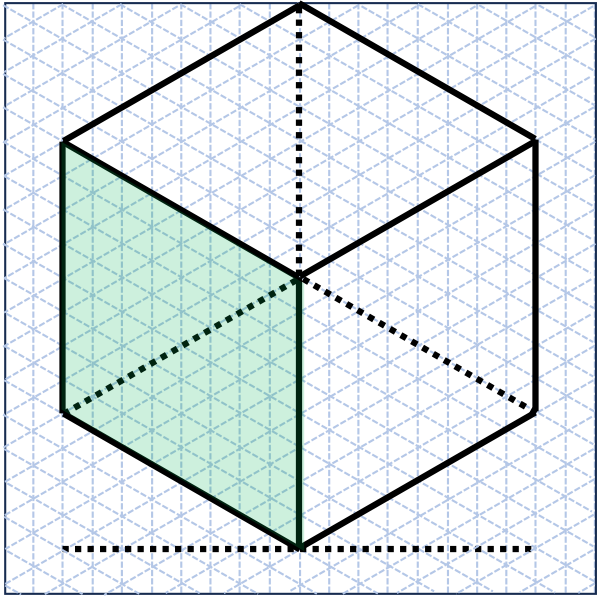
Die Darstellung eines Würfels in Isometrie ist unklar, da zwei der acht Eckpunkte zusammenfallen.

- Die Darstellung eines Würfels in Isometrie ist unklar, da zwei der acht Eckpunkte zusammenfallen.Wegen der strikten Vorgabe der Winkel sind die isometrisch dargestellten Objekte immer unter demselben Höhenwinkel dargestellt.
- Die Objekte wirken weniger realistisch, da kein Fluchtpunkt (wie bei der Zentralperspektive) vorhanden ist.
- Bei einem Würfel fallen im Zentrum des Bildes zwei der acht Eckpunkte zusammen, wodurch das Bild unklar wird.

Die Vorteile sind:
- Die isometrische Darstellung ist einfach und übersichtlich.
- Sie weist keine Verzerrungen auf und alle Maßverhältnisse sind direkt ablesbar.
- Sie lässt sich relativ einfach und bequem mit einem untergelegten Dreiecksraster (= Dreiecknetz-Raster, gleichseitiges Dreiecksgitter, Isometrieraster, isometrisches Raster) konstruieren.[7]

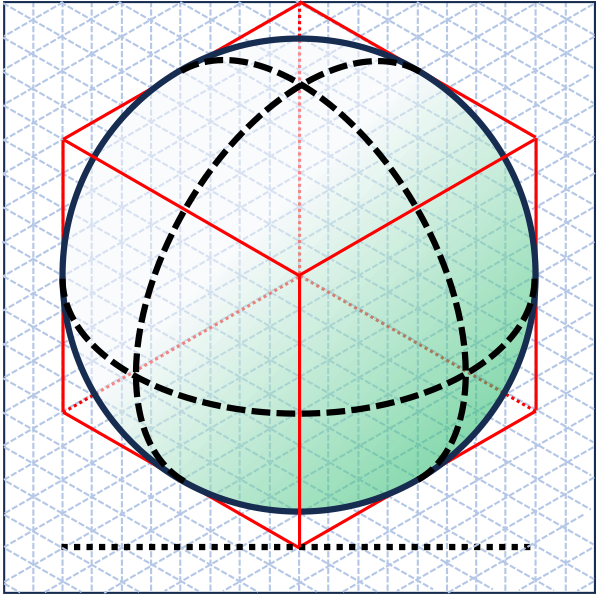
Der Umriss einer Kugel in Isometrie ist ein Kreis.

- Der Umriss einer Kugel in Isometrie ist ein Kreis.Isometrisch dargestellte Objekte sehen realistischer aus als Darstellungen in Kavalier- oder Militärperspektive.
- Der Umriss einer Kugel ist kreisförmig, während er bei der Kavalier- oder Militärperspektive leicht elliptisch ausfällt (wie etwa bei der Zeichnung einer Kugel im Artikel Axonometrie).[8]